# Agykontroll (regény)
Az Agykontroll (End of Watch) Stephen King amerikai író 2016-ban megjelent krimi-, illetve thriller-regénye, amely a Bill Hodges nyugalmazott detektív körül forgó trilógia befejező része, de önálló műként is olvasható. Az első rész a Mr. Mercedes (2014), a második az Aki kapja, marja (2015).

## Cselekmény
|  | Alább a cselekmény részletei következnek! |

Az első részben alaposan megismert Mr. Mercedes hat éve fekszik kórházban agyhalott közeli állapotban. A fejére mért ütés vagy a gyógyszerek hatására lassan telekinetikus és egyéb paranormális erőkre tett szert. Elméjével képes kisebb dolgokat mozgásba hozni és a gyengébb akaratúak agyába is be tud lépni, magatehetetlen bábként használva áldozatait.
Ezzel az erővel felvértezve gonosz tervet eszel ki, amivel nemcsak régi ellensége, Bill Hodges nyugalmazott detektív élete kerül veszélybe, hanem más ártatlan embereké is. Megindul a versenyfutás Mr. Mercedes, valamint a beteg és öreg Hodges és segítői között.
|  | Itt a vége a cselekmény részletezésének! |

## Magyarul
- Agykontroll; fordította: Dranka Anita; Európa, Budapest, 2016